# Denbigh Town FC
Denbigh Town FC is een Welshe voetbalclub uit Denbigh.
De club werd in 1880 opgericht en speelde lang in het lagere amateurvoetbal in Wales. In de jaren 80 verhuisde de club van de Wrexham Area League naar de Clwyd League. In 1995 promoveerde de club naar de Fitlock Welsh Alliance League waarin het een jaar later kampioen werd en in de Cymru Alliance kwam. In 2002 degradeerde Denbigh Town naar de Welsh Alliance en keerde in 2007 terug in de Cymru Alliance. In het seizoen 2015/16 bereikte de club de finale van de Welsh League Cup waarin het verloor van The New Saints. In 2019 volgde opnieuw degradatie naar de Welsh Alliance League.
Airbus UK Broughton ·
Bangor 1876 ·
Buckley Town ·	
Caersws ·
Colwyn Bay ·
Denbigh Town ·
Flint Mountain ·
Gresford Athletic ·	
Guilsfield ·
Holywell Town ·
Llandudno ·
Llay Welfare ·
Mold Alexandra ·
Penrhyncoch ·
Prestatyn Town ·	
Ruthin Town